# Tunsved
Tunsved este o arie protejată (arie specială de conservare — SAC, sit de importanță comunitară — SCI) din Suedia întinsă pe o suprafață de 55,5 ha, integral pe uscat.

## Localizare
Centrul sitului Tunsved este situat la coordonatele 62°57′16″N 15°04′44″E / 62.9545°N 15.079°E.

## Înființare
Situl Tunsved a fost declarat sit de importanță comunitară în ianuarie 2002 pentru a proteja 1 specie de plante. Situl a fost protejat și ca arie specială de conservare în martie 2011.

## Biodiversitate
Situată în ecoregiunea boreală, aria protejată conține 3 habitate naturale: Taiga vestică, Păduri fino-scandinave bogate în ierburi cu Picea abies, Mlaștini alcaline.
La baza desemnării sitului se află o specie protejată de  plante: papucul doamnei (Cypripedium calceolus).